# Championnats d'Amérique centrale et des Caraïbes d'athlétisme
Ne doit pas être confondu avec Championnats NACAC.
Les championnats d'Amérique centrale et des Caraïbes d'athlétisme étaient une compétition internationale en plein air organisée de 1967 à 2013 par la CACAC. Principale compétition continentale pour les athlètes d'Amérique centrale et des Caraïbes, elle est remplacée par les Championnats d'Amérique du Nord, d'Amérique centrale et des Caraïbes d'athlétisme (championnats NACAC) à partir de 2017, incluant désormais les États-Unis et le Canada.
Cuba est le pays le plus titré et le plus médaillé de l'histoire de la compétition. 

## Éditions
| N° | Édition | Ville          | Pays                   | Date                        | Stade                         |
| -- | ------- | -------------- | ---------------------- | --------------------------- | ----------------------------- |
| 1  | 1967    | Xalapa         | Mexique                | 5 au 7 mai 1967             | Estadio Heriberto Jara Corona |
| 2  | 1969    | La Havane      | Cuba                   | 17 au 19 août 1969          | Estadio Juan Abrantes         |
| 3  | 1971    | Kingston       | Jamaïque               | 14 au 17 juillet 1971       | National Stadium              |
| 4  | 1973    | Maracaibo      | Venezuela              | 26 au 29 juillet 1973       | Estadio José Pachencho Romero |
| 5  | 1975    | Ponce          | Porto Rico             | 6 au 10 août 1975           | Estadio Paquito Montaner      |
| 6  | 1977    | Xalapa         | Mexique                | 5 au 7 août 1977            | Estadio Heriberto Jara Corona |
| 7  | 1979    | Guadalajara    | Mexique                | 15 au 17 juin 1979          | Estadio Revolución            |
| 8  | 1981    | Saint-Domingue | République dominicaine | 25 au 27 juillet 1981       | Estadio Juan Pablo Duarte     |
| 9  | 1983    | La Havane      | Cuba                   | 22 au 24 juillet 1983       | Estadio Pedro Marrero         |
| 10 | 1985    | Nassau         | Bahamas                | 25 au 27 juillet 1985       | Thomas Robinson Stadium       |
| 11 | 1987    | Caracas        | Venezuela              | 24 au 26 juillet 1987       | Estadio Olímpico              |
| 12 | 1989    | San Juan       | Porto Rico             | 27 au 29 juillet 1989       | Estadio Sixto Escobar         |
| 13 | 1991    | Xalapa         | Mexique                | 26 au 28 juillet 1991       | Estadio Heriberto Jara Corona |
| 14 | 1993    | Cali           | Colombie               | 30 juillet au 1er août 1993 | Estadio Pascual Guerrero      |
| 15 | 1995    | Guatemala      | Guatemala              | 14 au 16 juillet 1995       | Estadio La Pedrera            |
| 16 | 1997    | San Juan       | Porto Rico             | 26 au 28 juin 1997          | Estadio Sixto Escobar         |
| 17 | 1999    | Bridgetown     | Barbade                | 25 au 27 juin 1999          | Barbados National Stadium     |
| 18 | 2001    | Guatemala      | Guatemala              | 20 au 22 juillet 1999       | Estadio Mateo Flores          |
| 19 | 2003    | Saint-Georges  | Grenade                | 4 au 6 juillet 2003         | National Stadium              |
| 20 | 2005    | Nassau         | Bahamas                | 8 au 11 juillet 2005        | Thomas Robinson Stadium       |
| 21 | 2008    | Cali           | Colombie               | 4 au 6 juillet 2008         | Estadio Pedro Grajales        |
| 22 | 2009    | La Havane      | Cuba                   | 3 au 5 juillet 2009         | Estadio Panamericano          |
| 23 | 2011    | Mayagüez       | Porto Rico             | 15 au 17 juillet 2011       | Estadio Jose Antonio Figueroa |
| 24 | 2013    | Morelia        | Mexique                | 12 au 14 juillet 2013       | Estadio Venustiano Carranza   |